# Klępino
Klępino (deutsch Klempin) ist ein Dorf in der Gemeinde Stargard in der pommerschen Woiwodschaft Westpommern.

## Geographische Lage
Klępino liegt in Hinterpommern am Fluss Ihna,  etwa  vier Kilometer nördlich der Stadt Stargard (Stargard in Pommern) und 31 Kilometer östlich der Stadt Stettin.

## Geschichte

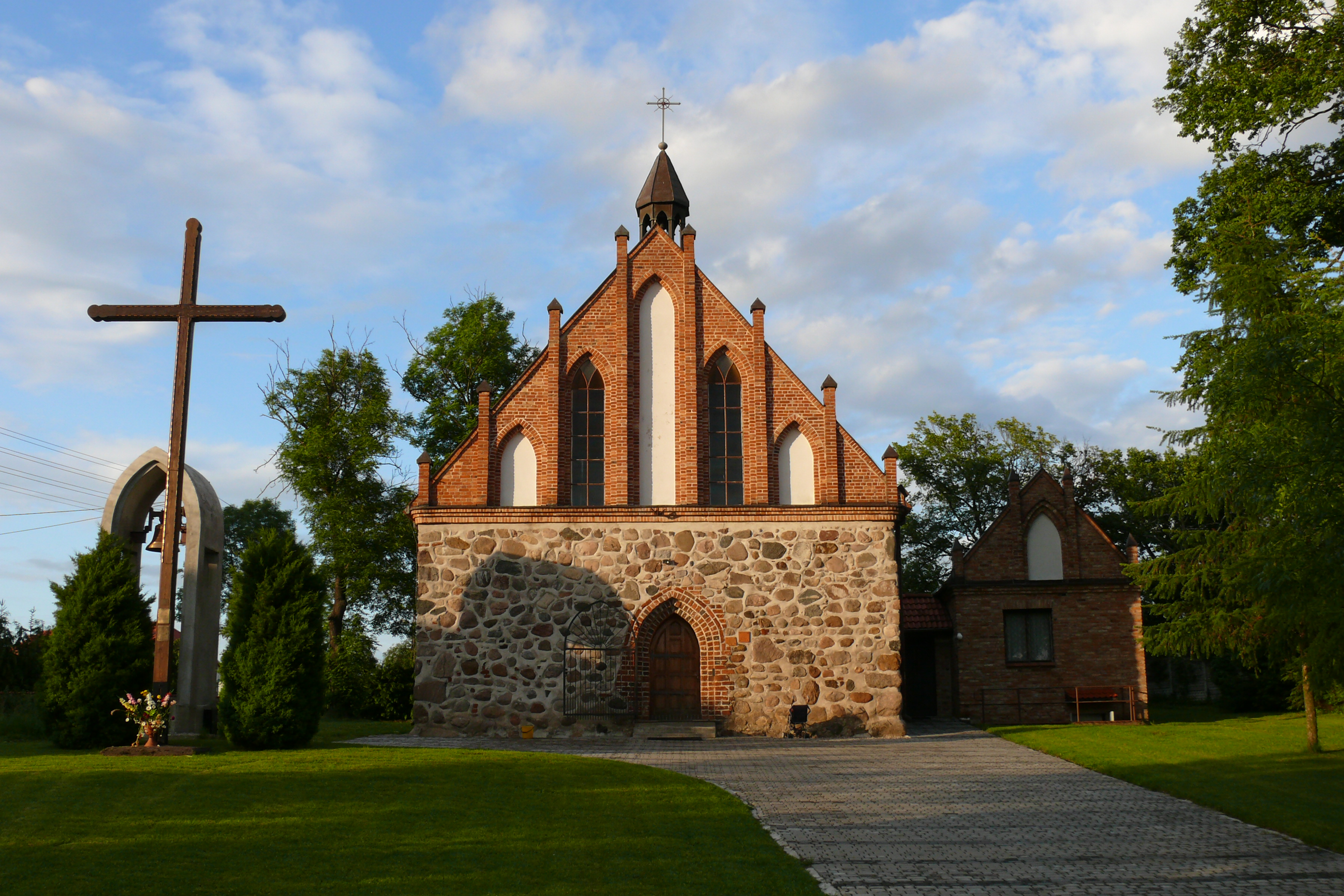
Filialkirche des Dorfs.

In älterer Zeit war Klempin eine Eigentumsortschaft der Stadt Stargard, an deren Einrichtungen mehrere Landwirte Abgaben abzuführen hatten. Um das Jahr 1780 gab es in dem Kirchdorf Klempin einen Lehenschulzen, einen Prediger, einen Küster, zwanzig Vollbauern, drei Halbbauern, von denen einer den örtlichen Gasthof betrieb, fünf Kossäten, ein Predigerwitwenhaus, einen Büdner, der auf dem Pfarreigelände wohnte, und unter Mitberücksichtigung der Speicher und Hirtenhäuser insgesamt 56 Feuerstellen.
Um 1925 hatte die Gemarkung der Gemeinde Klempin eine Flächengröße von 8,4 km², und auf dem Gemeindegebiet, auf dem Klempin der einzige Wohnort war, standen 92 Wohnhäuser. Im Jahr 1925 wurden in Klempin 515 Einwohner gezählt, die auf 127 Haushaltungen verteilt waren.
Bis 1945 gehörte Klempin zum Landkreis Saatzig der Provinz Pommern.
Gegen Ende des Zweiten Weltkriegs wurde Klempin Anfang März 1945 von der Sowjetarmee besetzt. Nach Kriegsende wurde die Ortschaft unter polnische Verwaltung gestellt. Klempin wurde in Klępino umbenannt. Die deutsche Bevölkerung wurde in der Folgezeit  vertrieben.

## Religion
Die bis 1945 in Klempin anwesende Bevölkerung gehörte mit großer Mehrheit der evangelischen Konfession an. Im Jahr 1925 gab es in Klempin vier Einwohner, die  dem katholischen Glaubensbekenntnis angehörten, und neun Einwohner ohne Angaben zur Konfession.

## Persönlichkeiten
- Günter Erbach (* 1928 in Klempin; † 2013 in Berlin), Sportfunktionär, Staatssekretär der DDR, Hochschuldirektor und  Fußball-Verbandspräsident